# Mapei (cykelhold)
Mapei var et italiensk cykelhold, der var aktiv i landevejscykling fra 1993 til 2003. Holdet var et af de stærkest i 1990'erne og starten af 2000 og mest kendt for deres stærke klassikerhold, hvor blandt andet stjerner som Johan Museeuw, Andrea Tafi, Franco Ballerini og Michele Bartoli kørte for holdet. Holdet vandt Paris-Roubaix fem gange og tre af gangene erobrede de alle tre pladser på podiet.
Holdet skiftede løbende navn i dens levetid alt efter, hvilken medsponsor der var på holdet. Holdet har heddet: Mapei (1993), Mapei-Clas (1994), Mapei-GB (1995–1997), Mapei-Bricobi (1998), Mapei-Quickstep (1999–2002).